# K2-384
K2-384とは、地球から82.6603パーセク離れた場所に位置する恒星である。周囲を5個の太陽系外惑星が公転していることが知られている。

## 惑星系
| 名称 （恒星に近い順） | 質量 | 軌道長半径 （天文単位） | 公転周期 (日)               | 軌道離心率 | 軌道傾斜角 | 半径                  |
| --------------------- | ---- | ----------------------- | --------------------------- | ---------- | ---------- | --------------------- |
| b                     | —    | —                       | 2.231527+0.000194 −0.000325 | —          | —          | 1.076+0.232 −0.06 R⊕  |
| c                     | —    | —                       | 4.194766+0.000309 −0.000189 | —          | —          | 1.191+0.053 −0.075 R⊕ |
| d                     | —    | —                       | 6.679582+0.000719 −0.000498 | —          | —          | 1.392+0.118 −0.075 R⊕ |
| e                     | —    | —                       | 9.715043+0.001003 −0.000739 | —          | —          | 1.345+0.139 −0.082 R⊕ |
| f                     | —    | —                       | 13.62749+0.000342 −0.000574 | —          | —          | 2.222+0.091 −0.082 R⊕ |

K2-384の周囲を公転している惑星は、ケプラー宇宙望遠鏡のK2ミッションによるトランジット法を用いた観測で発見された。K2ミッションは主要ミッションがリアクションホイールの故障によって終了した後に行われた拡張ミッションである。惑星候補はK2ミッションのキャンペーン8の観測中に発見され、これらの候補は2022年に確認された。K2-384系の惑星の発見を公表する論文はK2-384系の惑星を含む新たにK2ミッションで発見された60個の惑星の確認とともに2022年3月4日にarXivに投稿された。
K2-384系には5個の惑星が存在することが知られており、主星から近い順にK2-384b、K2-384c、K2-384d、K2-384e、K2-384fである。b・c・d・eは地球型惑星（スーパーアース）で、fは海王星型惑星であると予測されている。これらの惑星はすべて公転周期が14日以内の範囲に存在するコンパクトな惑星系で、bとcは3:1、cとdは8:5、eとfは7:5のそれぞれ軌道共鳴の関係に近い。似たような惑星系としてはTRAPPIST-1系やK2-138系等が存在し、5個以上のトランジットを起こす惑星が周囲を公転しているM型矮星という点で着目してもTRAPPIST-1系に最も似ているとされる。